# Nasofiberskopi
Nasofiberskopi är en undersökningsmetod inom sjukvården som används i utredningar av bl.a. röstrubbningar, dysfagi och gomspalt. Ett fiberskop (fiberoptiskt endoskop) förs in genom ena näsborren, oftast i lokalbedövning. Med hjälp av nasofiberskopi kan man se bland annat dessa strukturer:
- Mjuka gommen och uvulamuskeln (från näshålan)
- Adenoiden (hos barn)
- Svalget
- Struphuvudet och stämbanden

## Stroboskopi
Nasofiberskopi kan kombineras med stroboskopi för att undersöka stämbandens svängningar. Fiberskopets ljuskälla sammankopplas med utrustning som läser av stämbandsvibrationerna. Lampan blinkar då i förskjuten fas med stämbandsvibrationerna så att man kan se det ungefärliga vibrationsförloppet utan att använda höghastighetskamera.

## FUS
Fiberendoskopisk undersökning av sväljningen (FUS) utförs av läkare samt vissa logopeder med delegering för att undersöka sväljningen hos personer med misstänkt dysfagi. Fiberskopet förs in genom näsan till övre delen av svalget (nasofarynx), till mellersta delen (orofarynx) och till nedre delen (laryngofarynx), så att olika aspekter på sväljningen kan observeras i detalj. Alla sväljningens faser kan inte observeras, matstrupen kan inte bedömas och i den faryngala fasen inträffar en kortvarig så kallad white-out, då endast ljuset från själva fiberskopet syns. Däremot kan man se om föda åker ner i svalget för tidigt, innan sväljningen sätts igång, och om det finns rester kvar i svalget (retention) eller på stämbanden. Det går även utmärkt att avgöra om och varför penetration (felsväljning till luftvägen ovanför stämbanden) eller aspiration (felsväljning under stämbanden) förekommer. Undersökningen spelas samtidigt in på video eller något annat lagringsmedium och kan vid behov studeras i detalj i slow motion. Syftet är både att fastställa de direkta orsakerna till sväljningssvårigheterna och att försöka förbättra patientens sväljning, till exempel genom att studera effekten av att patienten sväljer med bockad huvudställning eller sväljer föda med anpassad konsistens.